# Pedro de Alcántara Téllez-Girón y Pimentel
Pedro de Alcántara Téllez-Girón y Pimentel, II książę Anglony (ur. 21 września 1776 w Quiruelas, zm. 17 listopada 1851 tamże) – hiszpański arystokrata i wojskowy. 
Rodzice Pedra, księstwo Osuny Pedro i María Josefa Pimentel y Téllez-Girón, należeli do czołowych przedstawicieli hiszpańskiego oświecenia. Roztaczali mecenat nad naukowcami i artystami epoki, do których należeli m.in. Francisco Goya i Leandro Fernández de Moratín. Wychowali dzieci w duchu oświecenia. 
W 1811 w Kadyksie ożenił się z Maríą del Rosario Fernández de Santillán y Valdivia, córką markizów Motilla, z którą miał sześcioro dzieci.
Był wybitnym wojskowym, brał udział w hiszpańskiej wojnie niepodległościowej, wyróżnił się w bitwie pod Bailén. 1820–1823 był dyrektorem powstałego z inicjatywy Ferdynanda VII muzeum Galería Real de Pinturas (Królewska Galeria Malarstwa), późniejszego Prado. Na tym stanowisku zastąpił swojego szwagra José Gabriela de Silva-Bazána, markiza Santa Cruz, który popadł w niełaskę. Był honorowym członkiem, a 1849–1851 dyrektorem Królewskiej Akademii Sztuk Pięknych św. Ferdynanda. W 1823 po wkroczeniu wojsk francuskich do Madrytu wyemigrował do Włoch, gdzie pozostał do 1830.

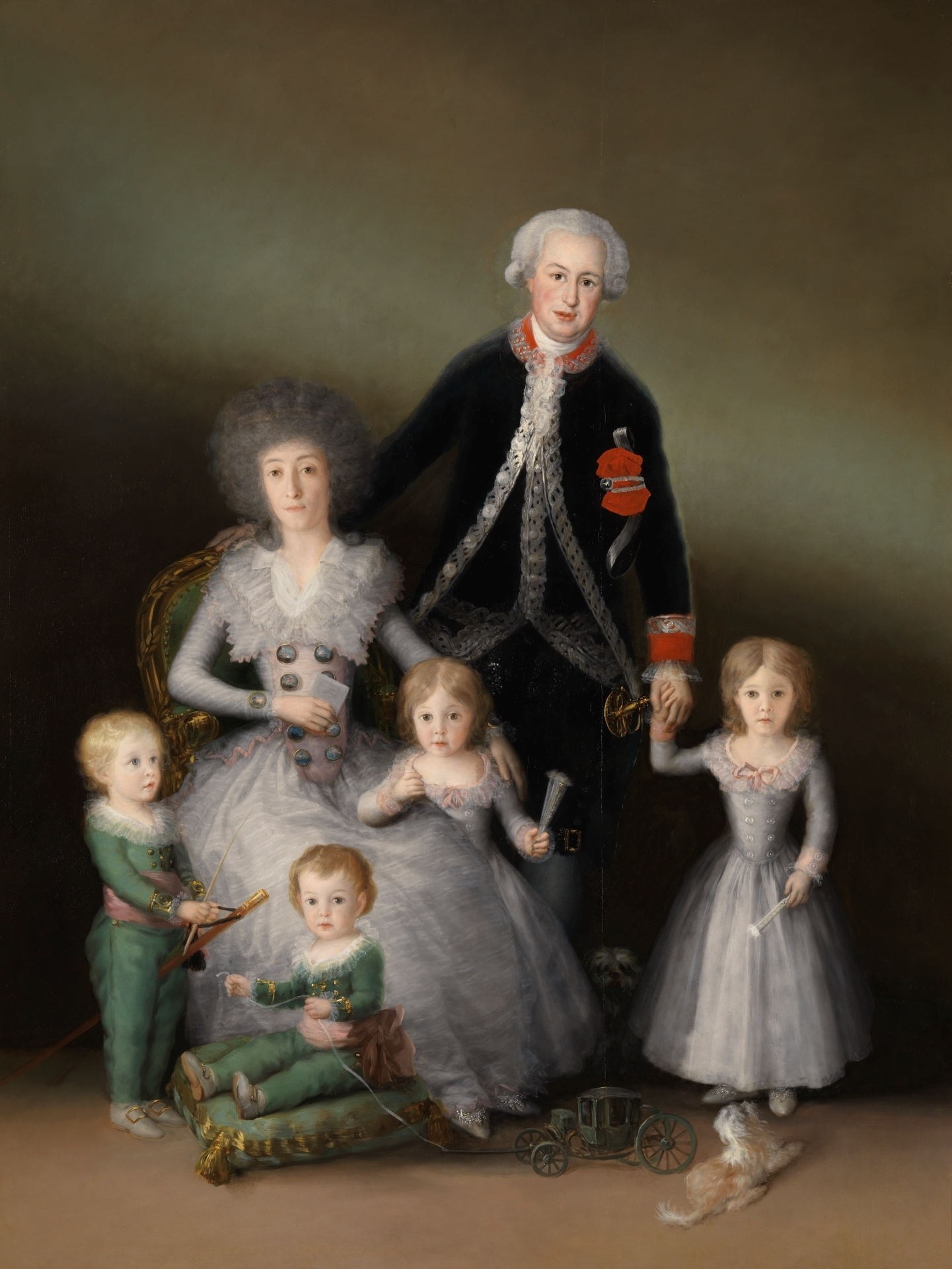
Na rodzinnym portrecie pędzla Goi Książę i księżna Osuny z dziećmi z 1788 dwuletni Pedro siedzi na poduszce